# Charlestown (Indiana)
Charlestown é uma cidade localizada no estado americano de Indiana, no Condado de Clark.

## Demografia
Segundo o censo americano de 2000, a sua população era de 5993 habitantes.
Em 2006, foi estimada uma população de 7200, um aumento de 1207 (20.1%).

## Geografia
De acordo com o United States Census Bureau tem uma área de
6,0 km², dos quais 6,0 km² cobertos por terra e 0,0 km² cobertos por água. Charlestown localiza-se a aproximadamente 182 m acima do nível do mar.

## Localidades na vizinhança
O diagrama seguinte representa as localidades num raio de 16 km ao redor de Charlestown.